# جون سي. رايت (مؤلف)
جون سي. رايت (بالإنجليزية: John C. Wright)‏ (22 أكتوبر 1961، تشولا فيستا في الولايات المتحدة)؛ محامي، كاتب وروائي أمريكي.

## روابط خارجية
- جون رايت على موقع ميوزك برينز (الإنجليزية)